# Commissione geodetica italiana
La Commissione geodetica italiana è stato un ente pubblico italiano che costituiva la controparte italiana della Associazione internazionale di geodesia.
Nel 1975 la commissione fu dichiara ente non utile in base alla legge 20 marzo 1975 n. 70 e quindi soppressa con il DPR del 4 luglio 1977.

## Storia
Nella seconda metà del XVIII secolo, dopo la pubblicazione delle teorie di Newton, vi era fra gli scienziati discordanza sulla forma effettiva della terra. Questa disputa diede luogo ad una serie di spedizioni in varie parti della Terra al fine di misurare con esattezza la curvatura dei meridiani (detta "misura del grado di meridiano") e quindi la forma geometrica più vicina a quella reale del nostro pianeta. Il generale e cartografo prussiano Johann Jacob Baeyer propose la costituzione di una commissione per la misura del grado del meridiano centrale europeo al fine di coordinare appunto gli sforzi scientifici che fino ad allora si erano basati sui risultati di singole iniziative. La prima Conferenza Generale della misura dell'arco centrale europeo si tenne a Berlino dal 15 al 22 ottobre 1864 con partecipazione di 13 stati, fra cui l'appena costituito Regno d'Italia.
Per il coordinamento delle attività in Italia il Ministero della Pubblica Istruzione approvò la creazione della Commissione italiana per la misura del grado, che venne istituita con apposito decreto il 5 aprile 1865. Presidente della Commissione era il generale Giuseppe Ricci capo dell'Ufficio superiore dello stato maggiore. Oltre a lui ne facevano parte:
- Giovanni Battista Donati, direttore dell'osservatorio di Arcetri (Firenze);
- Giovanni Schiaparelli direttore dell'osservatorio di Brera (Milano);
- Annibale de Gasparis, direttore dell'osservatorio di Capodimonte (Napoli);
- Federico Schiavoni, professore di geodesia della Reale università di Napoli;
- Ezio De Vecchi colonnello dello stato maggiore, che fungeva da segretario della Commissione.

Il 3 febbraio 1880 il nome della commissione fu modificato in Commissione geodetica italiana e venne stabilito che la sua missione era di "concorrere ai lavori di geodesia ed astronomia, che formano lo scopo della Commissione internazionale per la misura dei gradi in Europa”.
Nel 1873 De Vecchi, nel frattempo divenuto generale, sostituì Ricci nella presidenza della commissione e vi rimase fino al 1877.
Fra i presidenti della commissione si possono ricordare:
- Annibale Ferrero: 1884 - 1902;
- Giovanni Celoria: 1902 - 1920;
- Nicola Vacchelli: 1920 - 1932;
- Emanuele Soler: 1932 - 1940;
- Gino Cassinis: 1940 - 1964;
- Antonio Marussi: 1967 - 1977 (soppressione della commissione).